# Theodor Haase
Theodor Haase (ur. 14 lipca 1834 we Lwowie, zm. 27 marca 1909 roku w Cieszynie) – niemiecki polityk i pastor ewangelicki, członek Rady Miasta Bielsko od 1859, senior śląskich ewangelików od 1865, czołowy działacz Niemieckiej Partii Postępowej na Śląsku Austriackim, związany z nurtem Związku Ślązaków Austriackich, poseł Śląskiego Sejmu Krajowego od 1876, deputowany austriackiej Rady Państwa od 1879, morawsko-śląski superintendent Kościoła ewangelicko-augsburskiego od roku 1882, członek Izby Panów austriackiej Rady Państwa od 1905.

## Biografia i działalność
Był synem ewangelickiego superintendenta Galicji i Bukowiny Adolfa Theodora. Od 1859 roku był pastorem i radcą miejskim w Bielsku, od roku 1865 seniorem śląskich ewangelików. Był również wydawcą pisma „Neuprotestantische Blätter”. W roku 1876 przeniósł się do Cieszyna, gdzie zdobył mandat posła Śląskiego Sejmu Krajowego. Należał, obok burmistrza Cieszyna – Jana Demela, Rudolfa Bukowskiego – radcy prawnego Komory Cieszyńskiej i posła śląskiego Śląskiego Sejmu Krajowego, bielskiego fabrykanta Gustawa Josephy’ego, jednym z liderów Niemieckiej Partii Postępowej (Deutsche Fortschrittpartei) na Śląsku Austriackim. Związani oni byli z nurtem Związku Ślązaków Austriackich, którego współzałożycielem był burmistrz Jan Demel. Od roku 1867 Leopold Otto polski pastor z Kongresówki, szerzył tu idee polskie na łamach „Zwiastuna Ewangelickiego”. W opozycji od 7 października 1877 roku, ks. dr Teodor (Theodor) Haase wydawał polskojęzyczny, ewangelicki tygodnik „Nowy Czas. Tygodnik polityczny”, zaliczany przez polskich badaczy w poczet tzw. „prasy ślązakowskiej”. Rysy osobowości Haasego znalazły odbicie na łamach „Nowego Czasu”. Pismo to dystansowało się od „Silesii” […] można było [na jego łamach] spotkać nawet tendencje propolskie i antyniemieckie. Od sierpnia 1885 roku dotychczasowy charakter pisma uległ zmianie […] Poprzez nawoływanie do „zgody narodów i ludów” – w tym także Polaków i Niemców – poprzez piętnowanie polskich stronnictw narodowych za nacjonalizm, pismo chciało osłabić siłę oddziaływania tych ugrupowań […] i starało się o wytworzenie uczuciowego związku z monarchią habsburską. W roku 1895 „Nowy Czas” napisał: Lud nasz bardziej zbliżony jest do ludu niemieckiego, z którym sąsiaduje na zachód niż do ludu polskiego w Galicji. […] Ta mieszana, śląska narodowość jest koniecznym wynikiem rozwoju historycznego, jaki lud nasz przechodził; przed kilkoma wiekami został odłączony od Polski, przeszedł pod wiele lepsze rządy niemieckie i zachowując język pierwotny, nabył przez zetknięcie z wysoką cywilizacją niemiecką owych właściwości, którymi góruje nad ludem, zostającym ciągle pod rządami polskimi. W opozycji do „Nowego Czasu” polską agitacją wśród ewangelików zajmował się „Dziennik Cieszyński”, związany z Polskim Stronnictwem Narodowym utworzonym w Cieszynie przez dr Jana Michejdę. Stronnicy Związku Ślązaków Austriackich i czytelnicy, związanego z nim „Nowego Czasu” byli nazywani „ruchem ślązakowskim”. Orientacja ta osiągnęła znaczny rozmach na terenie powiatów sądowych: frydeckiego, strumieńskiego i skoczowskiego. Szwagier Haasego – Franciszek Obraczaj, jako reprezentant „śląskiego stronnictwa postępowego” (prekursora Śląskiej Partii Ludowej) w latach 1878-1884 był posłem Śląskiego Sejmu Krajowego z okręgu pozamiejskiego Frydek-Bogumin, równolegle reprezentował też cały Śląsk Cieszyński na forum austriackiej Rady Państwa. W 1879 roku pastor Theodor Haase został wybrany również deputowanym wiedeńskiej Rady Państwa z okręgu miejskiego Cieszyn – Strumień – Skoczów – Jabłonków. Tam od roku 1905 dożywotnio zasiadał w Izbie Panów. W roku 1882 został podniesiony do godności morawsko-śląskiego superintendenta kościoła ewangelicko-augsburskiego. Teodor (Theodor) Haase posługiwał się też językiem polskim, wydał dwie staropolskie postylle (Grzegorza z Żarnowca i Mikołaja Reja). W pełni popierał prawo Ślązaków do konfesyjnej polszczyzny, lecz równie zdecydowanie zwalczał ugrupowania polskie. Polski historyk Józef Chlebowczyk zaliczył Haasego do „najwybitniejszych indywidualności Śląska Austriackiego pod koniec XIX wieku”.

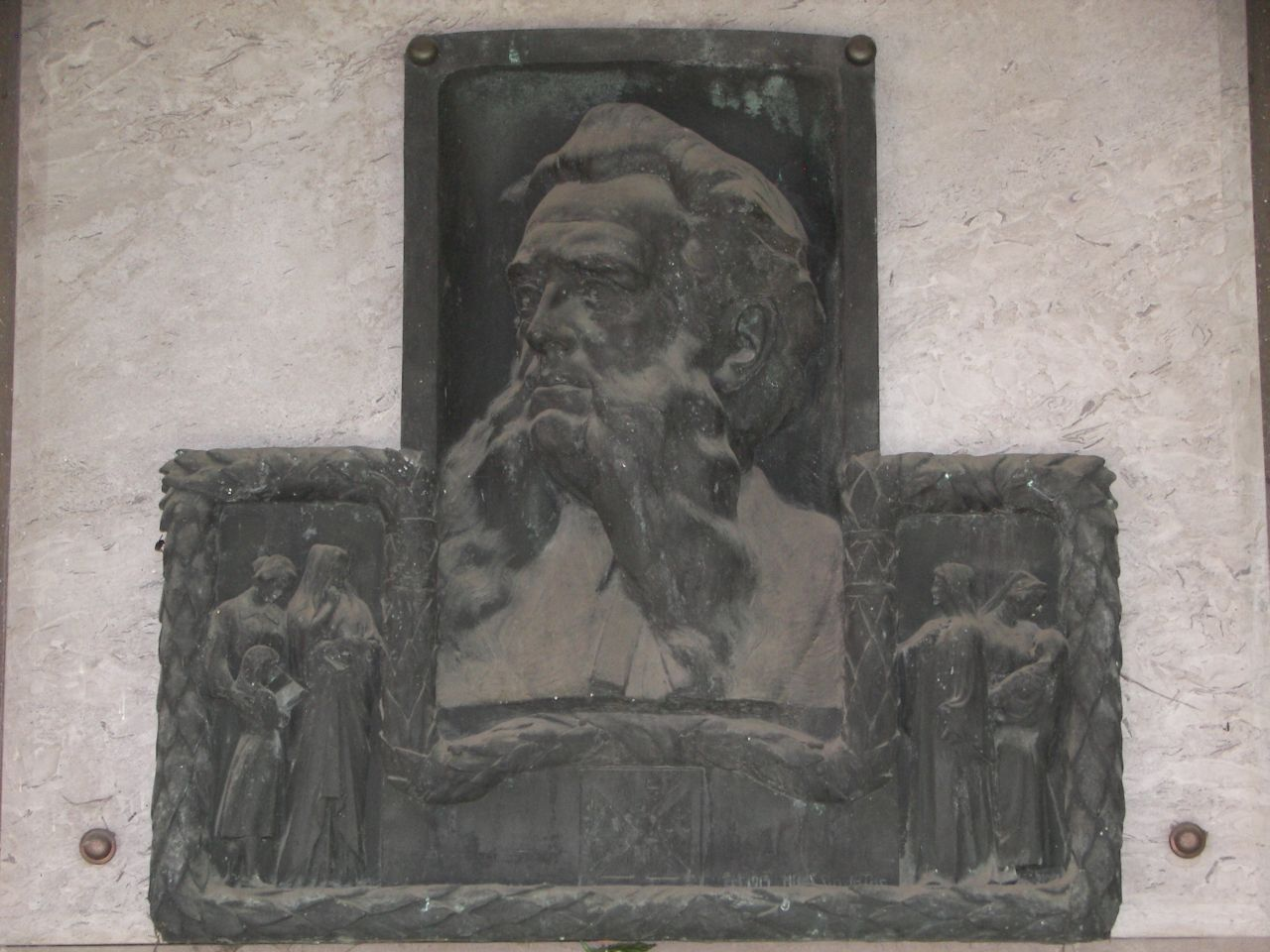
Plastyka na nagrobku Haasego

Zmarł w 1909 r. i został pochowany na nowym cmentarzu ewangelickim w Bielsku.

## Kontrowersje
Polscy narodowcy zarzucali Haasemu niemiecki nacjonalizm i germanizację Ślązaków. Zarzuty te skomentowała redakcja „Nowego Czasu”, kilkanaście lat po śmierci swego założyciela: Doktorowi Haasemu był nacjonalizm zupełnie obcym. Do tego był zanadto żarliwym staroliberałem austriackim, który znał i nade wszystko stawiał austriackość. Młodsi teologowie narodowo-niemieccy […] uskarżali się nieraz nawet na nieprzychylność Haasego. Tendencji germanizacyjnych nie można mu więc na żaden wypadek zarzucić. Nacjonalistów polskich, ale też nie kochał. Dlaczego zyskał ten człowiek taką popularność u ludu naszego na Śląsku? Zapewne […] dlatego, że duch jego był niby spokrewniony z duchem ludu ewangelicko-śląskiego […] musi to każdemu dać dużo do myślenia, że wystąpienie w r. 1905 skoczowskiego kierownika szkolnego p. Józefa Kożdonia z hasłami ślązakowskimi, które zaczął głosić przez założony przez siebie tygodnik „Ślązak”, tak szybko zyskały rozgłos i wzięcie […] u ludu śląskiego